# 積丹ユースホステル
積丹ユースホステル（しゃこたんユースホステル）は、日本ユースホステル協会に加盟している北海道積丹町のユースホステル。ペアレントの家族が漁師を営んでおり、食事には夏期のウニを初め新鮮な海の幸が提供される。旅館も兼営している。

## 設備
- グループで一室利用可
- 余裕があればグループで一室利用可
- ゲストルームあり
- 駐車場あり
- 駐輪場あり
- 洗濯機あり
- 乾燥機あり
- 荷物預かりあり
- 周辺に温泉あり
- レンタサイクルあり

## アクセス
- 函館本線小樽駅または余市駅から北海道中央バス「積丹線」または「高速しゃこたん号」に乗車。終点美国で下車。美国から「積丹町生活交通バス」（予約制）に乗り換えて「積丹ユースホステル前」で下車。